# João Carlos (ur. 1956)
João Carlos, właśc. João Carlos da Silva Costa (ur. 15 stycznia 1956 w Rio de Janeiro) – brazylijski trener piłkarski.

## Kariera trenerska
Karierę szkoleniowca rozpoczął w 1979 roku. Najpierw pracował na różnych stanowiskach (juniorzy, trener fizyczny, asystent) w CR Flamengo. W 1988 czasowo prowadził Flamengo. W 1989 jako trener fizyczny szkolił juniorską reprezentację Brazylii. Potem prowadził kluby Al-Hilal, América-SP, Rio Branco-SP, Bragantino, Kashima Antlers, Athletico Paranaense, Araçatuba i União São João.
W 1999 kierował reprezentację Brazylii U-20. Potem trenował Nagoya Grampus Eight, Cerezo Osaka, CR Flamengo i Consadole Sapporo.
W latach 2004–2005 pomagał trenować reprezentację Jamajki. Później on trenował Al-Ta'ee, Tupi, CRB-AL, Tigres do Brasil i Orlando Pirates.

## Sukcesy i odznaczenia

### Sukcesy trenerskie
Al Hilal Sport
- mistrz Arabii Saudyjskiej: 1989

América-SP
- mistrz Campeonato Paulista 1° Divisão: 1993
- mistrz Torneio da Cidade de São Paulo: 1993
- mistrz Campeonato Paulista do Interior: 1994

Kashima Antlers
- mistrz J-League: 1996
- wicemistrz J-League: 1997
- zdobywca J. League Cup: 1997
- zdobywca Imperator Cup: 1997
- zdobywca Xerox Cup: 1997, 1998

Nagoya Grampus Eight
- zdobywca Imperator Cup: 2000
- zdobywca Tokai Cup: 2000

Tupi Football Club
- mistrz Campeonato Mineiro do Interior: 2008

Orlando Pirates
- zdobywca Black Label Cup: 2011
- zdobywca MTN8 Cup: 2011
- mistrz Telkom KO: 2011